# Liste des plus hautes cheminées

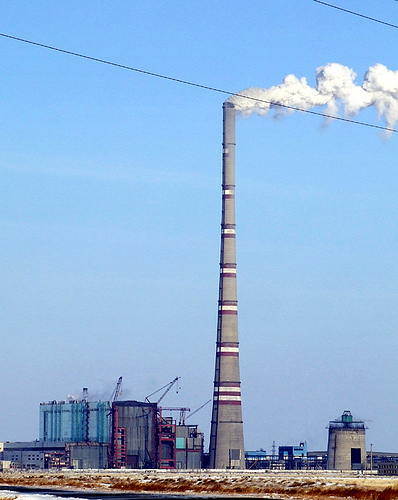
Avec une hauteur de 419.7 m, la cheminée de la centrale thermique d'Ekibastouz 2 est la plus haute du monde depuis 1987.

Cette page liste les plus hautes cheminées du monde. Elle recense les records successifs, et établit l'inventaire exhaustif des cheminées construites dépassant 200 m de haut.
Les cheminées dispersent les polluants : cette façon de traiter l'environnement est de moins en moins tolérée. Les normes environnementales imposant un traitement des fumées de plus en plus poussé, les cheminées de grande hauteur ne se justifient plus dès lors qu'elles émettent des fumées peu nocives. Ainsi, au début du XXIe siècle, les plus grandes cheminées n'ont plus guère de raison d'être et il est peu probable que la course aux records se poursuive.

## Chronologie des records de hauteur
| Durée du record | Durée du record | Nom                                                     | Hauteur (m) | Pays (à la construction) | Ville           | Remarques |
| De              | À               | Nom                                                     | Hauteur (m) | Pays (à la construction) | Ville           | Remarques |
| --------------- | --------------- | ------------------------------------------------------- | ----------- | ------------------------ | --------------- | --- |
| 1820            | 1835            | Cheminée de la North Lotts Glass Bottle Company         | 30          | Royaume-Uni              | Dublin          | |
| 1835            | 1842            | Cheminée de l'Adams' Soap Works                         | 97,5        | Royaume-Uni              | Smethwick       | Achevée en sept-oct 1836. |
| 1842            | 1859            | Tennant's Stalk                                         | 132,7       | Royaume-Uni              | Glasgow         | Achevée le 29 juin 1842, détruite par la foudre en 1922.                                                                                  |
| 1859            | 1889            | Cheminée de Port Dundas Townsend                        | 138,4       | Royaume-Uni              | Glasgow         | Achevée le 6 octobre 1859. |
| 1889            | 1908            | Halsbrücker Esse (de)                                   | 140         | Allemagne                | Halsbrücke      | Achevée le 28 octobre 1889. |
| 1908            | 1914            | The Big Stack                                           | 154,8       | États-Unis               | Great Falls     | Achevée le 23 novembre 1908, démolie en 1982.                                                                                             |
| 1914            | 1916            | Cheminée de la fonderie de Hitachi                      | 155,7       | Japon                    | Hitachi         | Achevée le 13 mars 1914, partiellement effondrée en 1993.                                                                                 |
| 1916            | 1917            | 1re cheminée de la fonderie de Saganoseki               | 167,6       | Japon                    | Saganoseki (en) | Achevée en novembre 1916, démolie en 2013.                                                                                                |
| 1917            | 1919            | Cheminée de la fonderie Asarco de Ruston                | 174,0       | États-Unis               | Ruston          | Démolie le 17 janvier 1993. |
| 1919            | 1937            | Anaconda Smelter Stack                                  | 178,3       | États-Unis               | Anaconda        | Achevée le 5 mai 1919, plus haute structure jamais construite en maçonnerie, tous types confondus.                                        |
| 1937            | 1951            | Cheminée de la fonderie de plomb Asarco de Selby        | 184,7       | États-Unis               | Selby (en)      | Détruite peut-être en 1972-73. |
| 1951            | 1954            | Cheminée de la fonderie de plomb Asarco d'El Paso       | 183 ou 186, | États-Unis               | El Paso         | Informations contradictoires sur la hauteur, peut-être à cause d'un raccourcissement postérieur à la construction. Démolie en avril 2013. |
| 1954            | 1962            | Cheminée de la fonderie INCO de Copper Cliff            | 194         | Canada                   | Copper Cliff    | |
| 1962            | 1966            | Cheminée de la centrale thermique de Schilling (de)     | 220         | Allemagne de l'Ouest     | Stade           | Démolie en 2006. |
| 1966            | 1967            | Cheminée de la centrale thermique de Kachira,           | 250         | Union soviétique         | Kachira         | |
| 1967            | 1967            | Cheminée de la fonderie de l'Asarco                     | 252,5       | États-Unis               | El Paso         | Achevée le 30 janvier 1967, démolie en avril 2013.                                                                                        |
| 1967            | 1968            | Cheminée de la vieille centrale thermique de Lippendorf | 300         | Allemagne de l'Est       | Neukieritzsch   | Démolie en août 2005. |
| 1968            | 1971            | 2e cheminée de la centrale thermique Mitchell (en),     | 367,6       | États-Unis               | Moundsville     | Achevée le 26 octobre 1968. |
| 1971            | 1987            | Inco Superstack                                         | 380         | Canada                   | Copper Cliff    | |
| 1987            |                 | Cheminée de la centrale thermique d'Ekibastouz 2        | 419,7       | Union soviétique         | Ekibastouz      | |

L'entreprise américaine Custodis (maintenant dans le Groupe Hamon), qui a conçu l'Anaconda Smelter Stack, décrit l'édification d'une cheminée de 215,5 mètres (707 pieds) en 1953, et d'une autre de 251,8 mètres (826 pieds) en 1966, mais ne donne aucune autre précision (lieu, client, etc.) sur ces records. De même, le site Skyscraperpage évoque la cheminée de la centrale de cogénération Omskaya 4, d'une hauteur de 258 m, construite en 1965, mais il est plus probable que cette date se réfère à la construction de la tranche 1 dotée d'une cheminée plus petite. En tout état de cause, cette information n'est pas confirmée par d'autres sources spécialisées.

## Cheminées construites de plus de200m
| Nom                                                                 | Hauteur (m)          | Année de construction | Pays               | Ville                             | Remarques |
| ------------------------------------------------------------------- | -------------------- | --------------------- | ------------------ | --------------------------------- | --- |
| Cheminée de la centrale thermique d'Ekibastouz 2                    | 419,7                | 1987                  | Kazakhstan         | Ekibastouz                        | Plus haute cheminée jamais construite. |
| Inco Superstack                                                     | 380,1                | 1971                  | Canada             | Grand Sudbury, Ontario            | Plus haute cheminée de l'hémisphère ouest. |
| 4e cheminée de la centrale thermique de Homer City                  | 371                  | 1977                  | États-Unis         | Homer City                        | Plus haute cheminée des États-Unis. Dynamitée le 22 mars 2025[réf. souhaitée]. |
| Kennecott Garfield Smelter Stack (en)                               | 370,4                | 1974                  | États-Unis         | Magna                             | |
| Cheminée de la centrale thermique de Beriozovskaïa                  | 370                  | 1985                  | Russie             | Charypovo                         | Plus haute cheminée de Russie. |
| 2e cheminée de la centrale thermique Mitchell (en)                  | 367,6                | 1968                  | États-Unis         | Moundsville                       | Plus haute cheminée du monde de 1968 à 1972,. |
| Cheminée de la centrale thermique de Trbovlje (en)                  | 360                  | 1976                  | Slovénie           | Trbovlje                          | Plus haute cheminée d'Europe |
| Endesa Termic                                                       | 356                  | 1974                  | Espagne            | As Pontes de García Rodríguez     | |
| Cheminée de la fonderie de cuivre Phoenix                           | 351,5                | 1995                  | Roumanie           | Baia Mare                         | Plus haute structure de Roumanie. |
| 3e cheminée de la centrale thermique de Syrdarya                    | 350                  | 1980                  | Ouzbékistan        | Shirin (en)                       | |
| Cheminée de la centrale thermique de Teruel                         | 343                  | 1981                  | Espagne            | Teruel                            | Centrale fermée en 2020. Dynamitée le 16 février 2023. |
| Cheminée de la centrale thermique de Plomin                         | 340                  | 1999                  | Croatie            | Plomin                            | Plus haute structure de Croatie. |
| Cheminée de la centrale thermique de Westerholt                     | 337                  | 1981                  | Allemagne          | Gelsenkirchen-Hassel (de)         | Dynamitée le 3 décembre 2006. |
| Cheminée de la centrale thermique de Mountaineer (en)               | 336,2                | 1980                  | États-Unis         | New Haven                         | |
| 4e cheminée de la centrale thermique de Reftinsky (en)              | 330                  | 1979                  | Russie             | Reftinsky (en)                    | |
| Cheminée de la centrale thermique de Zuivska (en)                   | 330                  | 1981                  | Ukraine            | Zouhres, Oblast de Donetsk        | |
| 2e cheminée de la centrale thermique d'Ekibastouz 1                 | 330                  | 1982                  | Kazakhstan         | Ekibastouz                        | |
| Cheminée de la centrale thermique de Novo-Angrensky                 | 330                  | 1985                  | Ouzbékistan        | Almalyk                           | |
| Cheminée de la centrale thermique de Moldavskaya 5                  | 330                  | 1987,                 | Moldavie           | Dnestrovsc                        | |
| 2 cheminées de la centrale thermique de Perm                        | 330                  | 1982                  | Russie             | Dobrianka                         | |
| Cheminée de la centrale thermique de Kharkiv                        | 330                  | 1991                  | Ukraine            | Kharkiv                           | |
| 3e cheminée de la centrale thermique de Primorsky                   | 330                  | 1990                  | Russie             | Loutchegorsk                      | |
| Cheminée de la fonderie de cuivre de Pirdop (en)                    | 325                  | 1987                  | Bulgarie           | Pirdop                            | |
| Cheminée de la centrale thermique de Maritsa Iztok-3                | 324,6                | 1980                  | Bulgarie           | Stara Zagora                      | |
| 2 cheminées de la centrale thermique de Maritsa Iztok-2             | 324,6                | 1977/1980             | Bulgarie           | Stara Zagora                      | Cheminées n°2 et n°3. |
| 2 cheminées de la centrale thermique de Vuhlehirska                 | 320                  | 1971/1975             | Ukraine            | Svitlodarsk                       | |
| 2 cheminées de la centrale thermique de Zaporizhzhia                | 320                  | 1972/1975             | Ukraine            | Enerhodar                         | |
| 2 cheminées de la centrale thermique de Ryazan                      | 320                  | 1973/1980             | Russie             | Novomitchourinsk                  | |
| 3e cheminée de la centrale thermique de Kostroma                    | 320                  | 1980                  | Russie             | Volgoretchensk                    | |
| 2 cheminées de la centrale thermique de l'Azerbaïdjan (en)          | 320                  | 1981/1990             | Azerbaïdjan        | Mingachevir                       | |
| 2 cheminées de la centrale thermique de Kirichi                     | 320                  | 1984/1986             | Russie             | Kirichi                           | |
| Cheminée de la centrale thermique de Rockport                       | 316,4                | 1984                  | États-Unis         | Rockport                          | |
| Cheminée de la centrale thermique d'Ugljevik                        | 310                  | 1985                  | Bosnie-Herzégovine | Ugljevik                          | |
| Cheminée de la centrale thermique d'Armstrong (en)                  | 308,2                | 1982                  | États-Unis         | Kittanning                        | |
| Cheminée de la centrale thermique de Buschhaus                      | 307                  | 1984                  | Allemagne          | Helmstedt                         | |
| Cheminée de la centrale thermique de Jaworzno                       | 306                  | 1977                  | Pologne            | Jaworzno                          | |
| Cheminée de la fonderie de plomb de Trepča (en)                     | 306                  | 1972                  | Kosovo             | Kosovska Mitrovica                | |
| Cheminée de la centrale thermique de Harrison (en)                  | 305                  | 1994                  | États-Unis         | Haywood (en)                      | Cheminée du laveur des fumées de la centrale. |
| Cheminée de la centrale thermique Scherer (en)                      | 305                  | 1983/1985             | États-Unis         | Juliette                          | |
| Cheminée de la centrale thermique Independence (en)                 | 305                  | 1983                  | États-Unis         | Newark                            | |
| Cheminée de la centrale thermique de Kyger Creek (en)               | 305                  | 1980                  | États-Unis         | Cheshire                          | |
| Cheminée de la centrale thermique de White Bluff (en)               | 305                  | 1980                  | États-Unis         | Pine Bluff                        | |
| Cheminée de la centrale thermique de Harllee                        | 305                  | 1978                  | États-Unis         | Milledgeville                     | Démolie en 2016. |
| Cheminée de la centrale thermique de Widows Creek                   | 305                  | 1977                  | États-Unis         | Stevenson                         | |
| Cheminée de la centrale thermique Hal B. Wansley (en)               | 305                  | 1976                  | États-Unis         | Carrollton                        | |
| 2 cheminées de la centrale thermique de Kingston (en)               | 305                  | 1976                  | États-Unis         | Kingston                          | Cheminée des unités 1 à 5, et cheminée des unités 6 à 9. |
| 2 cheminées de la centrale thermique de Harrison (en)               | 305                  | 1972/1973             | États-Unis         | Haywood (en)                      | Cheminée des unités 1 et 2, et cheminée des unités 2 et 3. |
| 2 cheminées de la centrale thermique de Cumberland                  | 305                  | 1970                  | États-Unis         | Cumberland City                   | Cheminée de l'unité 1, et cheminée de l'unité 2. |
| Cheminée de la centrale thermique W. H. Sammis                      | 305                  | 1970                  | États-Unis         | Stratton                          | Unité 7. |
| 2 cheminées de la centrale thermique de Conemaugh                   | 305                  | 1970/1971             | États-Unis         | Seward                            | Cheminée de l'unité 1, et cheminée de l'unité 2. |
| Cheminée de la fonderie de cuivre d'Hayden (en)                     | 305                  | 197?                  | États-Unis         | Hayden                            | |
| 2 cheminées de la centrale thermique Bowen                          | 305                  | 1975                  | États-Unis         | Cartersville                      | Cheminée 1 et cheminée 2. |
| Cheminée de la centrale thermique de Chvaletice (en)                | 305                  | 1977                  | Tchéquie           | Chvaletice                        | |
| 2 cheminées de la centrale thermique Pleasants (en)                 | 304,8                | 1979/1980             | États-Unis         | Belmont                           | Cheminée 1 et cheminée 2. |
| Cheminée de la centrale thermique Cardinal (en)                     | 304,8                | ?                     | États-Unis         | Brilliant (en)                    | Cheminée des unités 1 et 2. |
| Cheminée de la centrale thermique de Scholven                       | 302                  | 1975                  | Allemagne          | Gelsenkirchen                     | |
| Cheminée de la centrale thermique de Chemnitz-Nord (de)             | 301,8                | 1984                  | Allemagne          | Chemnitz                          | |
| Cheminée de la l'usine de synthèse de carburant SASOL III (en)      | 301                  | 1979                  | Afrique du Sud     | Secunda                           | Plus haute cheminée de l'hémisphère sud. |
| Cheminée de la centrale thermique de Voljski 2                      | 300,7                | 1988                  | Russie             | Voljski                           | |
| Cheminée de la centrale thermique d'Orot Rabin                      | 300                  | 1997                  | Israël             | Hadera                            | |
| Cheminée de la centrale thermique de Bichkek                        | 300                  | 1989                  | Kirghizistan       | Bichkek                           | |
| Cheminée de la centrale thermique de Herne                          | 300                  | 1989                  | Allemagne          | Herne                             | |
| Cheminée de la centrale thermique de Walsum                         | 300                  | 1988                  | Allemagne          | Duisbourg                         | |
| Cheminée de la centrale thermique de Kakanj                         | 300                  | 1987                  | Bosnie-Herzégovine | Kakanj                            | |
| Cheminée de la centrale thermique de Kemerköy (en)                  | 300                  | 1985                  | Turquie            | Muğla                             | |
| Cheminée de la centrale thermique de Kawęczyn                       | 300                  | 1983                  | Pologne            | Varsovie                          | |
| Cheminée de la centrale thermique de Duvha                          | 300                  | 1982                  | Afrique du Sud     | Witbank                           | |
| 3 cheminées de la centrale thermique de Jänschwalde                 | 300                  | 1981                  | Allemagne          | Jänschwalde                       | Démolies en 2002-2007. |
| Cheminée de la centrale thermique de Prunéřov                       | 300                  | 1981                  | Tchéquie           | Kadaň                             | Unité 2. |
| Cheminée nord de la centrale thermique de Halânga (en)              | 300                  | 1981                  | Roumanie           | Drobeta-Turnu Severin             | |
| 1re cheminée de la centrale thermique d'Ekibastouz 1                | 300                  | 1980                  | Kazakhstan         | Ekibastouz                        | |
| 2 cheminées de la centrale thermique de Bełchatów                   | 300                  | 1979/1982             | Pologne            | Bełchatów                         | |
| 4 cheminées de la centrale thermique de Boxberg                     | 300                  | 1979                  | Allemagne          | Boxberg                           | Démolies en 2009, 2009, 2012, et 2000. |
| Cheminée de la centrale thermique de Clifty Creek                   | 300                  | 1978                  | États-Unis         | Madison                           | |
| Cheminée de la centrale thermique de Kozienice                      | 300                  | 1978                  | Pologne            | Kozienice                         | |
| Cheminée de la centrale thermique de Nováky (en)                    | 300                  | 1976                  | Slovaquie          | Nováky                            | |
| Cheminée de la centrale thermique de Vojany                         | 300                  | 1974                  | Slovaquie          | Vojany                            | Cheminée d'EVO 2. Hauteur réduite à 175 m en 1998. |
| Cheminée de la centrale thermique de Tušimice I (cs)                | 300                  | 1974                  | Tchéquie           | District de Chomutov              | Démolie en 2011-2012 |
| Cheminée de la centrale thermique de Rybnik                         | 300                  | 1974                  | Pologne            | Rybnik                            | |
| Cheminée de la centrale thermique de Thierbach (de)                 | 300                  | 1968                  | Allemagne          | Espenhain                         | Démolie en 2002. |
| Cheminée de la vieille centrale thermique de Lippendorf             | 300                  | 1967                  | Allemagne          | Neukieritzsch                     | Plus haute cheminée du monde en 1967-1968. Démolie en août 2005. |
| Cheminée de la centrale thermique du complexe chimique de Marl (en) | 300                  | 197?                  | Allemagne          | Marl                              | Démolie en 1995 avec une pelle mécanique hydraulique déposée à son sommet. |
| Cheminée de Stružnice                                               | 300                  | ?                     | Tchéquie           | Stružnice                         | |
| Cheminée de Litvínov                                                | 300                  | ?                     | Tchéquie           | Litvínov                          | En construction ? |
| Cheminée de la centrale thermique de Provence                       | 297                  | 1984                  | France             | Gardanne                          | |
| Cheminée de la centrale thermique de Kostolac, Unit B               | 295                  | 1987                  | Serbie             | Kostolac                          | |
| Cheminée 1 de la centrale thermique de Compostilla II (es)          | 290                  | ?                     | Espagne            | Cubillos del Sil                  | |
| Cheminée de la centrale thermique Bruce Mansfield                   | 289,6                | 1976                  | États-Unis         | Shippingport                      | Cheminée des unités 1 et 2. |
| Cheminée de la centrale thermique de Bergkamen                      | 284                  | 1981                  | Allemagne          | Bergkamen                         | |
| 3e cheminée de la centrale thermique de Krasnoïarsk 2               | 283,2                | 1991                  | Russie             | Krasnoïarsk                       | |
| Cheminée de la centrale thermique de Werdohl-Elverlingsen           | 282                  | 1982                  | Allemagne          | Werdohl                           | |
| Cheminée de la Fonderie Mexicaine de cuivre                         | 280                  | 1988                  | Mexique            | Nacozari de García                | |
| Cheminée 1 de la centrale thermique Nikola Tesla (en)               | 280                  | 1983                  | Serbie             | Obrenovac                         | Unité B. |
| Cheminée de la centrale thermique de Brașov                         | 280                  | ?                     | Roumanie           | Brașov                            | |
| 4 cheminées de la centrale thermique de Turceni                     | 280                  | 1978/1980/1983/1987   | Roumanie           | Turceni                           | |
| Cheminée de la centrale thermique de Rovinari                       | 280                  | ?                     | Roumanie           | Rovinari                          | |
| Cheminée de la centrale thermique de Pitești                        | 280                  | ?                     | Roumanie           | Pitești                           | |
| 2e cheminée de la centrale thermique d'Omsk 5                       | 277,5                | 1983                  | Russie             | Omsk                              | |
| Cheminée de la centrale thermique de Matla                          | 276                  | 1982                  | Afrique du Sud     | Mpumalanga                        | Détruite. |
| Cheminée de la centrale thermique de Kiev 6                         | 276                  | 1982                  | Ukraine            | Kiev                              | |
| Cheminée de la centrale de John E. Amos                             | 275,4                | 1971/1973             | États-Unis         | Winfield                          | |
| Cheminée de la centrale thermique de Dahanu (en)                    | 275,3                | 1995                  | Inde               | Dahanu (en)                       | |
| Cheminée de la centrale thermique Deenbandhu Chhotu Ram (en)        | 275                  | 2008                  | Inde               | Yamunanagar                       | |
| Cheminée de la centrale thermique APNRL                             | 275                  | 2012                  | Inde               | Padampur                          | |
| Cheminée de la centrale thermique de BALCO Korba                    | 275                  | 2009                  | Inde               | Korba                             | L'effondrement de la cheminée de Korba en 2009 (en) a tué 45 personnes alors que la cheminée en construction avait atteint 240 m.                                                                                   |
| Cheminée de la centrale thermique Captive de Vedanta Aluminium Ltd  | 275                  | 2007                  | Inde               | Jharsuguda                        | |
| Cheminée de la centrale thermique de Sagardighi (en)                | 275                  | 2004                  | Inde               | Sagardighi (en)                   | |
| Cheminées de la centrale thermique de Kendal                        | 275                  | 1988/1991             | Afrique du Sud     | Kendal                            | |
| Cheminées de la centrale thermique de Lethabo                       | 275                  | 1985/1988             | Afrique du Sud     | Vereeniging                       | |
| Cheminées de la centrale thermique de Tutuka                        | 275                  | 1985/1988             | Afrique du Sud     | Standerton                        | |
| Cheminée de la centrale thermique d'Ibbenbüren (de)                 | 275                  | 1985                  | Allemagne          | Ibbenbüren                        | |
| Cheminées de la centrale thermique de Matla                         | 275                  | 1984                  | Afrique du Sud     | Kriel (en)                        | Une cheminée est une reconstruction après le démantèlement de l'originale, à la suite d'effondrements partiels issus de désordres survenus pendant la construction.                                                 |
| Cheminée de la centrale thermique de Wilhelmshaven                  | 275                  | 1976                  | Allemagne          | Wilhelmshaven                     | |
| Cheminée de la centrale thermique d'Orhaneli (en)                   | 275                  | ?                     | Turquie            | Orhaneli                          | |
| 3 cheminées de la centrale de Rihand                                | 275                  | 1988/2005/2012        | Inde               | Rihand Nagar                      | |
| Cheminée de la centrale thermique de Killen (en)                    | 274,5                | 1982                  | États-Unis         | Wrightsville (en)                 | En janvier 2017, DP&L annonce le projet de fermer la centrale de Killen dans le cadre d'un accord avec le Sierra Club et d'autres organisations non nommées. La fermeture est planifiée en mi-2018.                 |
| Cheminée de la centrale thermique de Kammer                         | 274,5                | 1978                  | États-Unis         | Moundsville                       | |
| 2e cheminée de la centrale thermique de Volgodonsk 2                | 274                  | 1989                  | Russie             | Volgodonsk                        | |
| Cheminée de la centrale thermique de Łódź (en)                      | 274                  | 1977                  | Pologne            | Łódź                              | |
| Cheminée de la centrale thermique de Dětmarovice (cs)               | 274                  | ?                     | Tchéquie           | Dětmarovice                       | |
| 3 cheminées de la Centrale thermique de Sourgout 2                  | 273                  | 1985/1986             | Russie             | Sourgout                          | |
| Cheminée de la centrale thermique de Talimarjan                     | 273                  | 1989                  | Ouzbékistan        | Nuristan, province de Kachkadaria | |
| Cheminée de la centrale thermique Cardinal                          | 272,8                | 1977                  | États-Unis         | Brilliant (en)                    | Unité 3. |
| 2e cheminée de la centrale thermique de Kourgan 1                   | 270                  | 1993                  | Russie             | Kourgan                           | |
| Cheminée de la centrale thermique de Hrazdan (en) 5                 | 270                  | 1990                  | Arménie            | Hrazdan                           | |
| 2e cheminée de la centrale thermique de Tbilissi                    | 270                  | 1990                  | Géorgie            | Gardabani                         | |
| Cheminée de la centrale thermique de Tobolsk                        | 270                  | 1986                  | Russie             | Tobolsk                           | |
| 2e cheminée de la centrale thermique de Stavropolsk                 | 270                  | 1983                  | Russie             | Solnechnodolsk (en)               | |
| Cheminée de la fonderie de la mine de Mount Isa                     | 270                  | 1978                  | Australie          | Mount Isa                         | |
| 3e cheminée de la centrale thermique de Karmanovo                   | 270                  | 1973                  | Russie             | Ianaoul                           | |
| Cheminée de la centrale thermique de Mělník (cs)                    | 270                  | 1971                  | Tchéquie           | Horní Počaply                     | |
| 1re cheminée de la centrale thermique de Kostroma                   | 270                  | 1970                  | Russie             | Volgoretchensk                    | |
| Cheminée 2 de la centrale thermique de Compostilla II (es)          | 270                  | ?                     | Espagne            | Cubillos del Sil                  | |
| 2 cheminées de la centrale thermique de Shengtou (en)               | 270                  | ?                     | Chine              | Shuozhou                          | Plus hautes cheminées de Chine, avec la cheminée de la centrale de Suizhong. |
| Cheminée sud de la centrale de Suizhong                             | 270                  | ?                     | Chine              | Qinhuangdao                       | Plus haute cheminée de Chine, avec celles de la centrale de Suizhong 2. |
| 3e cheminée de la centrale thermique de Naberejnye Tchelny          | 265                  | 1976                  | Russie             | Naberejnye Tchelny                | |
| Cheminée de la centrale thermique de Novossibirsk 5                 | 260                  | 1985                  | Russie             | Novossibirsk                      | |
| Cheminée de la centrale thermique de Loy Yang                       | 260                  | 1993                  | Australie          | Traralgon                         | Unité B. |
| Cheminée de la centrale thermique de Siersza (en)                   | 260                  | 1970                  | Pologne            | Trzebinia                         | |
| Cheminée de la centrale thermique de Cracovie                       | 260                  | ?                     | Pologne            | Cracovie                          | |
| Cheminée de la centrale thermique de Rybnik                         | 260                  | ?                     | Pologne            | Rybnik                            | |
| Cheminée de la centrale thermique de Dětmarovice (cs)               | 259                  | 1975                  | Tchéquie           | Dětmarovice                       | |
| Cheminée de la centrale thermique de Shawville                      | 259                  | 1976                  | États-Unis         | Shawville                         | |
| Cheminée de la centrale thermique R. E. Burger                      | 259                  | 1972                  | États-Unis         | Shadyside                         | Démolie en 2016. |
| 2 cheminées de la centrale thermique W. H. Sammis                   | 259                  | 1967                  | États-Unis         | Stratton                          | Unités 5 et 6. |
| Cheminée de la centrale thermique de Drax                           | 259                  | 1969                  | Royaume-Uni        | Drax                              | |
| 2e cheminée de la centrale thermique d'Omsk 4                       | 258,5                | 198?                  | Russie             | Omsk                              | |
| Cheminée de la centrale thermique Scherer (en)                      | 258                  | 2010                  | États-Unis         | Juliette                          | Nouvelles unités 3 et 4. |
| 2e cheminée de la centrale thermique de Zapadno-Sibirsk             | 257                  | 198?                  | Russie             | Novokouznetsk                     | |
| Cheminée de la centrale thermique du port de Brême (de)             | 256                  | 1979                  | Allemagne          | Brême                             | Unité 6. |
| Cheminée de la centrale au gaz de Moorburg (de)                     | 256                  | ?                     | Allemagne          | Hambourg                          | Démolie. La démolition à l'explosif de la cheminée, le 24 avril 2004, a été mal calculée : des débris ont touché un poste de distribution proche, amenant une panne de courant qui a paralysé la zone industrielle. |
| 2e cheminée de la centrale thermique de Kostroma                    | 255,4                | 1972                  | Russie             | Volgoretchensk                    | |
| Cheminées de la centrale thermique de Loy Yang                      | 255                  | 1985                  | Australie          | Traralgon                         | Unité A. |
| Cheminée de la centrale thermique de Pruszków II (pl)               | 253                  | ?                     | Pologne            | Moszna-Parcela, Pruszków          | Centrale jamais mise en service et démantelée, la cheminée a été conservée pour servir de mât de télévision. |
| Cheminée de la centrale thermique Gavin                             | 253                  | 1994                  | États-Unis         | Cheshire                          | |
| Cheminée de la centrale thermique de Yates                          | 253                  | 1974                  | États-Unis         | Newnan                            | Unités 1 à 4. Dynamitée le 21 janvier 2017. |
| Cheminée de la fonderie de l'Asarco                                 | 252,5                | 1967                  | États-Unis         | El Paso                           | Très brièvement la plus haute cheminée du monde. Démolie. |
| Cheminée de la centrale thermique d'Aramon                          | 252                  | 1977                  | France             | Aramon                            | Centrale arrêtée en Avril 2016 puis cheminée dynamitée le 7 juin 2023. |
| 2 cheminées de la centrale thermique d'Eesti                        | 251,5                | 1973                  | Estonie            | Narva                             | |
| Nouvelle cheminée de la centrale de Kouznetsk                       | 251                  | 198?                  | Russie             | Novokouznetsk                     | |
| Cheminée de la fonderie de Flin Flon                                | 251                  | 1973                  | Canada             | Flin Flon                         | Plus opérationnelle depuis l'arrêt de la fonderie en 2010. |
| 2e cheminée de la centrale thermique de Voljski 1                   | 251                  | 197?                  | Russie             | Voljski                           | |
| Cheminée de la centrale thermique d'Esbjerg (en)                    | 250,2                | 1992                  | Danemark           | Esbjerg                           | |
| Cheminées de la centrale thermique de Majuba                        | 250                  | 1996/2000             | Afrique du Sud     | Volksrust                         | |
| 2 cheminées de la centrale thermique d'Orot Rabin                   | 250                  | 1993                  | Israël             | Hadera                            | |
| Cheminée de la centrale thermique de Nijnevartovsk                  | 250                  | 1992                  | Russie             | Islutschinsk (de)                 | |
| 2 cheminées de la centrale thermique de Matimba                     | 250                  | 1987/1990             | Afrique du Sud     | Lephalale                         | |
| 4 cheminées de la centrale thermique de Taichung                    | 250                  | 1991/1992/1996/1997   | Taïwan             | Taichung                          | |
| 2 cheminées de la centrale thermique de Bayswater                   | 250                  | 1985/1986             | Australie          | Région de l'Hunter                | |
| Cheminée de la centrale thermique de Mount Piper (en)               | 250                  | ?                     | Australie          | Lithgow                           | |
| 2e cheminée de la centrale thermique de Voerde (de)                 | 250                  | 1982                  | Allemagne          | Voerde                            | |
| Cheminée sud de la centrale thermique de Halânga (en)               | 300                  | 1981                  | Roumanie           | Drobeta-Turnu Severin             | |
| Cheminée de Stráž pod Ralske                                        | 250                  | 1979                  | Tchéquie           | Stráž pod Ralskem                 | |
| Cheminée de la centrale thermique de Rijeka (en)                    | 250                  | 1978                  | Croatie            | Kostrena                          | |
| Cheminée de la centrale thermique de Rijeka (en) à Bakar            | 250                  | 1978                  | Croatie            | Bakar                             | Démolie en 2005. |
| Cheminée de la centrale thermique de Großkrotzenburg                | 250                  | 1992                  | Allemagne          | Großkrotzenburg                   | |
| Cheminée de la centrale thermique de Lünen                          | 250                  | 1984                  | Allemagne          | Lünen                             | |
| Cheminées de la centrale thermique d'Altbach                        | 250                  | 1985/1997             | Allemagne          | Altbach                           | |
| Cheminées de la centrale thermique de Heilbronn                     | 250                  | 1986                  | Allemagne          | Heilbronn                         | |
| 2 cheminées de l'usine d'agglomération de Duisbourg-Schwelgern (de) | 250                  | ?                     | Allemagne          | Duisbourg                         | Cheminées de l'usine d'agglomération. |
| Cheminée de la raffinerie Fina de Duisbourg (de)                    | 250                  | 1981                  | Allemagne          | Duisburg-Neuenkamp (de)           | |
| Cheminée de DK Recycling und Roheisen GmbH                          | 250                  | ?                     | Allemagne          | Hochfeld                          | |
| Cheminée de la centrale thermique de Mehrum                         | 250                  | 1979                  | Allemagne          | Hohenhameln                       | |
| Cheminée de la centrale thermique de Tisza 2                        | 250                  | 1974                  | Hongrie            | Tiszaújváros                      | |
| Cheminées de la centrale thermique de Porto Tolle (it)              | 250                  | 1977                  | Italie             | Porto Tolle                       | |
| 2 cheminées de la centrale thermique de Połaniec (en)               | 250                  |                       | Pologne            | Połaniec                          | |
| Cheminée de l'usine d'agglomération de Katowice (en)                | 250                  |                       | Pologne            | Katowice                          | |
| 2 cheminées de la centrale thermique de Dolna Odra (en)             | 250                  |                       | Pologne            | Nowe Czarnowo                     | Une des 2 cheminées de 250 m a été démolie après la construction d'une installation de traitement des fumées. |
| Cheminée de la centrale thermique d'Opole                           | 250                  |                       | Pologne            | Opole                             | |
| Cheminée de l'usine chimique de Wiskord S.A. (pl)                   | 250                  |                       | Pologne            | Szczecin                          | |
| 3e cheminée de la centrale thermique de Tcheboksary 2               | 250                  | 1986                  | Russie             | Tcheboksary                       | |
| 2e cheminée de la centrale thermique d'Oust-Ilimsk                  | 250                  | 1984                  | Russie             | Oust-Ilimsk                       | |
| 4e cheminée de la centrale thermique de Zelenogorsk 2               | 250                  | 1981                  | Russie             | Zelenogorsk                       | |
| Cheminée de la centrale thermique de Sterlitamak                    | 250                  | 1981                  | Russie             | Sterlitamak                       | |
| 2e cheminée de la centrale thermique de Novotcheboksarsk 3          | 250                  | 1980                  | Russie             | Novotcheboksarsk                  | |
| Cheminée de la centrale thermique de Vilnius 3                      | 250                  | 198?                  | Lituanie           | Vilnius                           | |
| Cheminée de la centrale thermique ORLEN Lietuva (en)                | 250                  | 1979                  | Lituanie           | Mažeikiai                         | |
| 3e cheminée de la centrale thermique d'Iriklinskaya                 | 250                  | 1979                  | Russie             | Energetik (Oblast d'Orenbourg)    | |
| 2 cheminées de la centrale thermique de Nijnekamsk 2                | 250                  | 1978/1982             | Russie             | Nijnekamsk                        | |
| Cheminée de la centrale thermique de Lipetsk 2                      | 250                  | 1978                  | Russie             | Lipetsk                           | |
| 3e cheminée de la centrale thermique de Nijnekamsk 1                | 250                  | 1977                  | Russie             | Nijnekamsk                        | |
| Cheminée de la centrale thermique de Cherepovets                    | 250[réf. nécessaire] | 1976                  | Russie             | Kaduy (en)                        | |
| 4e cheminée de la centrale thermique de Troïtsk                     | 250                  | 1976                  | Russie             | Troïtsk                           | |
| 2 cheminées de la centrale thermique du nord (ru)                   | 250                  | 1974/?                | Russie             | Saint-Pétersbourg                 | |
| 1re cheminée de la centrale thermique de Stavropol                  | 250                  | 1974                  | Russie             | Solnechnodolsk (en)               | |
| 1re et 2e cheminées de la centrale thermique de Naberejnye Tchelny  | 250                  | 1973/1976             | Russie             | Naberejnye Tchelny                | |
| 2e cheminée de la centrale thermique de Karmanovo                   | 250                  | 1973                  | Russie             | Ianaoul                           | |
| 2e et 3e cheminées de la centrale thermique de Reftinsky (en)       | 250                  | 1972/1975             | Russie             | Reftinsky (en)                    | |
| 5e et 6e cheminées de la centrale thermique de Kourakhove           | 250                  | 1972                  | Ukraine            | Kurakhove                         | |
| 3 cheminées de la centrale thermique de Novotcherkassk              | 250                  | 1970/1971/1972        | Russie             | Novotcherkassk                    | Cheminées n°2, 3 et 4 |
| 2 cheminées de la Karaganda CHPP-2 (ru)                             | 250                  | 198?                  | Kazakhstan         | Témirtaou                         | D'autres sources donnent une hauteur de 253 m. |
| 3 cheminées de la centrale de Lukoml                                | 250                  | 1969/1971/1973        | Biélorussie        | Novaloukoml                       | |
| 3e cheminée de la centrale thermique de Konakovo                    | 250                  | 1969                  | Russie             | Konakovo                          | |
| 2e et 3e cheminées de la centrale thermique d'Elektrėnai            | 250                  | 1968/1973             | Lituanie           | Elektrėnai                        | |
| 2 cheminées de la centrale thermique de Kachira                     | 250                  | 1966/1983             | Russie             | Kachira                           | Très brièvement la plus haute cheminée du monde. |
| 2 cheminées de la centrale d'Hsinta                                 | 250                  | 1980/1980             | Taïwan             | Kaohsiung                         | Plus hautes cheminées métalliques du monde (?) |
| Cheminée de la centrale thermique 27 (en)                           | 249,6                | 1992                  | Russie             | Chelobityevo (ru)                 | |
| 2 cheminées de la centrale thermique Severstal                      | 249                  | 1985                  | Russie             | Tcherepovets                      | |
| Cheminée de la centrale thermique d'Oulianovsk                      | 248,5                | 1980                  | Russie             | Oulianovsk                        | |
| Cheminée de la fonderie de l'Asarco                                 | 248                  | 1965                  | États-Unis         | El Paso                           | |
| 2e cheminée de la centrale thermique 23                             | 247,3                | 1980                  | Russie             | Moscou                            | |
| 1re cheminée de la centrale thermique 23                            | 245,6                | 1975                  | Russie             | Moscou                            | |
| Cheminée de la centrale thermique de Yates                          | 245,4                | 1971/1973             | États-Unis         | Newnan                            | Unités 6 et 7. |
| Cheminées de la centrale de Monroe                                  | 244,1                | 1974                  | États-Unis         | Monroe                            | |
| Cheminée de la centrale thermique de Grain (en)                     | 244                  | 1979                  | Royaume-Uni        | Île de Grain                      | Démolie le 7 septembre 2016. |
| 2 cheminées de la centrale thermique Shawnee (en)                   | 244                  | 1979/1980             | États-Unis         | Paducah                           | |
| Cheminées de la centrale thermique de Miami (en)                    | 244                  | 1975/1978             | États-Unis         | North Bend                        | |
| Cheminées de la centrale thermique J. M. Stuart (en)                | 244                  | 1970/1971/1972/1974   | États-Unis         | Aberdeen                          | |
| 3 cheminées de la centrale thermique Paradise (en)                  | 244                  | 1970                  | États-Unis         | Drakesboro                        | |
| Cheminées de la centrale thermique de Homer City                    | 244                  | 1969                  | États-Unis         | Homer City                        | Unités 1 et 2. |
| Cheminées de la centrale thermique Keystone (en)                    | 244                  | 1967/68               | États-Unis         | Shelocta                          | Unités 1 et 2. |
| Cheminée de la centrale thermique Bull Run (en)                     | 244                  | 1967                  | États-Unis         | Oak Ridge                         | |
| Cheminée 1 de la centrale thermique de New Madrid                   | 243,8                | ?                     | États-Unis         | New Madrid                        | |
| Cheminée de la centrale thermique du complexe chimique de Marl (en) | 241                  | ?                     | Allemagne          | Marl                              | |
| Cheminée de la centrale thermique de Scholven                       | 240,5                | ?                     | Allemagne          | Gelsenkirchen                     | Cheminée de Scholven A |
| Cheminée de l'usine chimique de Duslo Šaľa (cs)                     | 240,4                | 1992                  | Slovaquie          | Šaľa                              | |
| 5e cheminée de la centrale thermique de Troïtsk                     | 240                  | 2013                  | Russie             | Troïtsk                           | |
| Cheminées de la centrale thermique de Minsk 5                       | 240                  | 1992                  | Biélorussie        | Rudensk (en)                      | |
| 2e cheminée de la centrale thermique de Krasnoïarsk 4               | 240                  | 1990                  | Russie             | Sosnovoborsk                      | |
| Cheminées de la centrale thermique de Luohuang                      | 240                  | 1989/2005             | Chine              | Chongqing                         | |
| Cheminée de la centrale thermique de Tioumen 2                      | 240                  | 1986                  | Russie             | Tioumen                           | |
| Cheminée de la centrale thermique de Bexbach                        | 240                  | 1983                  | Allemagne          | Bexbach                           | |
| 2e cheminée de la centrale thermique de Kazan 3                     | 240                  | 1983                  | Russie             | Kazan                             | |
| 2e cheminée de la centrale thermique de Samara                      | 240                  | 1972                  | Russie             | Samara                            | |
| 2 cheminées de la centrale thermique du Havre                       | 240                  | 1969/1984             | France             | Le Havre                          | |
| Cheminée de la centrale thermique Allen S King                      | 239,5                | 1968                  | États-Unis         | Bayport                           | |
| 3e cheminée de la centrale thermique de Novo-gorkovskaya            | 238                  | 1988                  | Russie             | Kstovo                            | |
| 4e cheminée de la centrale thermique d'Omsk 3                       | 237,3                | 198?                  | Russie             | Omsk                              | |
| 3 cheminées de la centrale thermique Navajo                         | 236,2                | 1997/1998/1999        | États-Unis         | Page                              | Démolies en décembre 2020. |
| Cheminée de la centrale thermique d'Inverkip                        | 236                  | 1976                  | Royaume-Uni        | Inverkip                          | Démolie en 2013. |
| Cheminée de la centrale thermique de Schwandorf (de)                | 235                  | ?                     | Allemagne          | Schwandorf                        | Démolie en 2005. |
| Cheminée de la raffinerie Petrogal de Sines                         | 234                  | ?                     | Portugal           | Sines                             | |
| 3e cheminée de la centrale thermique de Balakovo                    | 233,5                | 1983                  | Russie             | Balakovo                          | |
| Cheminée de la centrale thermique de Karlsruhe (de)                 | 233                  | 1985                  | Allemagne          | Karlsruhe                         | Bloc 7. |
| Cheminée de la centrale thermique de Weiher (de)                    | 232                  | 1976                  | Allemagne          | Quierschied                       | |
| Cheminées de la centrale thermique de Kashima                       | 231                  | 1971                  | Japon              | Kashima                           | |
| Cheminée de la centrale thermique E. C. Gaston (en)                 | 230                  | 2009                  | États-Unis         | Wilsonville                       | |
| Cheminée de la centrale thermique W. C. Gorgas                      | 230                  | 2007                  | États-Unis         | Parrish                           | |
| Cheminées de la centrale thermique de Callide                       | 230                  | 2000                  | Australie          | Mount Murchison (en)              | Unité C. |
| 2e cheminée de la centrale thermique de Barnaoul 3                  | 230                  | 1980                  | Russie             | Barnaoul                          | |
| Cheminée de la centrale thermique de Cheswick                       | 230                  | 1970                  | États-Unis         | Springdale                        | |
| Cheminée de la centrale thermique de Castrop-Rauxel (de)            | 230                  | 1966                  | Allemagne          | Castrop-Rauxel                    | Démolie en 2008. |
| 3e cheminée de la centrale thermique de Voerde (de)                 | 230                  | 2005                  | Allemagne          | Voerde                            | |
| Cheminée de la centrale thermique de Lubin                          | 230                  | ?                     | Pologne            | Lubin                             | |
| Cheminée de la centrale thermique de Šoštanj (sl)                   | 230                  | ?                     | Slovénie           | Šoštanj                           | |
| Cheminée de la centrale thermique de Karlsruhe (de)                 | 230                  | 2008                  | Allemagne          | Karlsruhe                         | Bloc 8. |
| Cheminée 1 de l'usine chimique de Kashima                           | 230                  | 2001                  | Japon              | Kashima                           | Cheminée métallique. |
| Cheminée de la centrale thermique de New Castle                     | 228,6                | 1977                  | États-Unis         | New Castle                        | |
| Cheminée de la centrale thermique de Heyden                         | 227                  | 1987                  | Allemagne          | Petershagen                       | |
| Cheminées de la centrale thermique de Gera Nord                     | 225                  | 1984/1986             | Allemagne          | Gera                              | Démolies en 2008–2010. |
| Cheminée de la centrale thermique d'Iéna (de)                       | 225                  | 1981                  | Allemagne          | Iéna                              | |
| Cheminée de la centrale thermique de Bielsko-Biała                  | 225                  | 1975                  | Pologne            | Czechowice-Dziedzice              | |
| Cheminée de la centrale thermique de Cracovie (pl)                  | 225                  |                       | Pologne            | Cracovie                          | |
| Cheminée de la centrale thermique de Počerady (cs)                  | 224                  |                       | Tchéquie           | Počerady                          | |
| Cheminée de l'usine sidérurgique d'Ostrava-Kunčice                  | 222                  |                       | Tchéquie           | Kunčice (en)                      | |
| Cheminée de la centrale thermique de Głogów (pl)                    | 222                  | ?                     | Pologne            | Głogów                            | |
| Cheminée de la centrale thermique d'Asnæs (en)                      | 220,1                |                       | Danemark           | Kalundborg                        | |
| Cheminée de la centrale thermique d'Astrakhan 2                     | 220                  | 1977                  | Russie             | Astrakhan                         | |
| Cheminées de la centrale thermique de Moneypoint                    | 220                  | 1985                  | Irlande            | Kilrush                           | Conçues pour atteindre 225 m, mais réduites à 220 m pendant la construction. Plus hautes structures autoportantes d'Irlande.                                                                                        |
| Cheminée de la centrale thermique Cuno (de)                         | 220                  | 1982                  | Allemagne          | Herdecke                          | |
| Cheminée de la centrale thermique de Počerady (cs)                  | 220                  | 1977                  | Tchéquie           | Počerady                          | |
| 2 cheminées de la centrale thermique de Trmice                      | 220                  |                       | Tchéquie           | Trmice                            | |
| Cheminée de la centrale thermique de Schilling (de)                 | 220                  | 1962                  | Allemagne          | Stade                             | Plus haute cheminée du monde en 1962-1966. Cheminée métallique. Démolie en 2006. |
| Cheminée 1 de la centrale thermique de Chita                        | 220                  | 1966                  | Japon              | Chita                             | Unités 1 à 4. Cheminée métallique. |
| Cheminée de l'usine sidérurgique d'Ostrava                          | 220                  | ?                     | Tchéquie           | Ostrava                           | |
| Cheminée de la centrale thermique de Polkowice                      | 220                  | ?                     | Pologne            | Polkowice                         | |
| Cheminée de la centrale thermique de Toruń (pl)                     | 220                  | ?                     | Pologne            | Toruń                             | |
| Cheminée de la centrale thermique Nikola Tesla (en)                 | 220                  | 1970                  | Serbie             | Obrenovac                         | Unité A. |
| 2 cheminées de la centrale thermique de Cordemais                   | 220                  | 1970                  | France             | Cordemais                         | |
| 2 cheminées de la centrale thermique de Porcheville                 | 220                  | 1965                  | France             | Porcheville                       | Centrale arrêtée depuis 1er mai 2017 |
| Cheminée de l'usine sidérurgique de Kimitsu (en)                    | 220                  | ?                     | Japon              | Kimitsu                           | Cheminée métallique. |
| Cheminées de la centrale thermique de Morgantown                    | 218,9                | 1970-1971             | États-Unis         | Newburg (en)                      | |
| 1re cheminée de la centrale thermique de Voerde (de)                | 218                  | 1970                  | Allemagne          | Voerde                            | |
| Cheminée de la centrale thermique de Brno                           | 217,5                | 1982                  | Tchéquie           | Brno                              | Cheminée tordue à cause un problème lors de la construction pendant l'hiver 1981. |
| Cheminée de la centrale thermique de Pembroke                       | 217,3                | 1968                  | Royaume-Uni        | Pembroke                          | Démolie. |
| Cheminée de la raffinerie Shell de Pernis (nl)                      | 216                  | 1974                  | Pays-Bas           | Pernis (Rotterdam)                | |
| Cheminée de la centrale thermique de Littlebrook (en)               | 215                  | 1981                  | Royaume-Uni        | Dartford                          | Unité D. |
| Cheminée de la centrale thermique de Lamma                          | 215                  |                       | Hong Kong          | Île de Lamma                      | |
| Cheminée de la centrale thermique Hearn (en)                        | 214,9                | 1971                  | Canada             | Toronto                           | |
| Cheminée de la centrale thermique d'Intermountain (en)              | 213,7                | 1987                  | États-Unis         | Delta                             | |
| Cheminée de la centrale thermique de Matla                          | 213,5                | 1979                  | Afrique du Sud     | Kriel (en)                        | |
| 2 cheminées de la centrale thermique J. H. Miller (en)              | 213,5                | 2010/2009             | États-Unis         | West Jefferson                    | Unités 1-2, et unités 3-4. |
| Cheminée de la centrale thermique de Rush Island                    | 213,5                | 1975                  | États-Unis         | Festus                            | |
| Cheminées de la centrale thermique de Lacygne                       | 213,5                | 1973/1977             | États-Unis         | La Cygne                          | |
| Cheminée de la centrale thermique d'Iatan                           | 213,5                | 1980                  | États-Unis         | Iatan                             | |
| 2 cheminées de la centrale thermique d'Oswego                       | 213,5                | 1980/1976             | États-Unis         | Oswego                            | |
| Cheminée de la centrale thermique de Nebraska City                  | 213,5                | 1978                  | États-Unis         | Nebraska City                     | |
| Cheminées de la centrale thermique de Labadie                       | 213,5                | 1970/1972             | États-Unis         | Labadie                           | |
| Cheminée de la centrale thermique d'Alma (en)                       | 213,5                | 1960                  | États-Unis         | Alma                              | Unité 5. Cheminée dynamitée le 1er octobre 2018. |
| Cheminée de la centrale thermique de Sibley                         | 213,3                | 1967                  | États-Unis         | Sibley                            | |
| Cheminée de la centrale thermique de Kielce (en)                    | 213                  | 1992                  | Pologne            | Kielce                            | |
| Cheminées de la centrale thermique de Tarong                        | 210                  | 1986/2001             | Australie          | Tarong (en)                       | |
| Cheminée de la centrale thermique de Stanwell                       | 210                  | 1993                  | Australie          | Stanwell (en)                     | |
| Cheminée de la centrale thermique de Callide                        | 210                  | 1988                  | Australie          | Mount Murchison (en)              | Unité B. |
| Cheminée de l'usine d'incinération de Toshima                       | 210                  | 1999                  | Japon              | Ikebukuro (Tokyo)                 | |
| Cheminée de la centrale thermique de Guangdong Yudean Jinghai       | 210                  | 2007                  | Chine              | Jieyang                           | |
| Cheminée de la centrale thermique de Guangdong Red Bay              | 210                  | 2006                  | Chine              | Shanwei                           | |
| Cheminée de la centrale thermique de Zhanjiang Aoliyou              | 210                  | 2005                  | Chine              | Zhanjiang                         | |
| Cheminée de la centrale thermique de Huaneng Shantou                | 210                  | 1996                  | Chine              | Shantou                           | |
| Cheminée de la centrale thermique de Moers-Meerbeck                 | 210                  | ?                     | Allemagne          | Moers-Meerbeck                    | Démolie au début des années 1990. |
| Cheminée de la centrale thermique de Dortmund-Derne                 | 210                  | ?                     | Allemagne          | Dortmund-Derne                    | |
| Cheminée de la centrale thermique de Karlsruhe (de)                 | 210                  | 1978                  | Allemagne          | Karlsruhe                         | Bloc 5. |
| Cheminée principale de la raffinerie MiRO de Karlsruhe              | ?                    | 1978                  | Allemagne          | Karlsruhe                         | |
| Cheminée de la centrale thermique Gustav Knepper (de)               | 210                  | 1971                  | Allemagne          | Dortmund                          | |
| Cheminée de la centrale thermique de Bacău                          | 210                  | 1990                  | Roumanie           | Bacău                             | |
| Cheminée de la centrale thermique de Wesleyville                    | 208                  |                       | Canada             | Port Hope                         | Centrale arrêtée, cheminée inutilisée. |
| Cheminées de la centrale thermique de Poolbeg                       | 207,3                | 1970/1978             | Irlande            | Dublin                            | |
| Cheminée de la centrale thermique de Vřesová                        | 206                  |                       | Tchéquie           | Vřesová                           | |
| Cheminée de la centrale thermique Hammond                           | 205,8                | 2008                  | États-Unis         | Coosa                             | |
| 2 cheminées de la centrale thermique Bowen                          | 205,8                | 2008/2007             | États-Unis         | Cartersville                      | Cheminée des unités 1-2 et cheminée des unités 3-4. |
| Cheminée de la centrale thermique Wansley (en)                      | 205,8                | 2007                  | États-Unis         | Roopville                         | |
| Cheminée de la fonderie de plomb de Port Pirie                      | 205                  |                       | Australie          | Port Pirie                        | |
| Cheminée de la centrale thermique de Počerady (cs)                  | 205                  |                       | Tchéquie           | Počerady                          | |
| Cheminée de la centrale thermique d'Ironbridge                      | 204                  | 1969                  | Royaume-Uni        | Ironbridge                        | Dynamitée le 3 septembre 2021. |
| Cheminée de la fonderie d'aluminium Slovalco (en)                   | 204                  |                       | Slovaquie          | Žiar nad Hronom                   | |
| Cheminée de la papeterie Mondi de Ružomberok                        | 204                  |                       | Slovaquie          | Ružomberok                        | |
| Cheminée de la centrale thermique d'Észak-Buda                      | 203                  | 1974                  | Hongrie            | Budapest                          | |
| Cheminée de la centrale thermique d'Iru                             | 202,4                | 1978                  | Estonie            | Iru                               | |
| Cheminée de la centrale thermique de Savica                         | 202                  |                       | Croatie            | Zagreb                            | |
| Cheminée de la centrale thermique de Franken II (de)                | 202                  | 1963-1964             | Allemagne          | Erlangen                          | Démolie en 2001-2002. |
| Cheminée de la centrale thermique de Bystrica                       | 201                  |                       | Slovaquie          | Považská Bystrica                 | Démolie en 2016. |
| Cheminée de la centrale thermique de Křivenice                      | 201                  |                       | Tchéquie           | Křivenice                         | |
| Cheminée de la centrale thermique de Neratovice                     | 201                  |                       | Tchéquie           | Neratovice                        | |
| Cheminée de la centrale thermique Frédéric II (it)                  | 200                  |                       | Italie             | Brindisi                          | |
| Cheminée de la centrale thermique de Tresnjevka                     | 200                  |                       | Croatie            | Zagreb                            | |
| Cheminée de la centrale thermique d'Amýntaio (en)                   | 200                  | 1987                  | Grèce              | Amýntaio                          | |
| 2 cheminées de la centrale thermique d'Eraring                      | 200                  | 1982/1983             | Australie          | Eraring (en)                      | |
| Cheminées de la centrale thermique de Manjung                       | 200                  | 2002                  | Malaisie           | Manjung                           | |
| Cheminée de la centrale thermique de Simmering (de)                 | 200                  | 1990                  | Autriche           | Vienne                            | Unité 3. |
| Cheminée de la centrale thermique de Volgograd 3                    | 200                  | 1979                  | Russie             | Volgograd                         | |
| Cheminée de Škoda Auto                                              | 200                  |                       | Tchéquie           | Mladá Boleslav                    | |
| Cheminée de la centrale thermique de Mělník                         | 200                  | 1980                  | Tchéquie           | Horní Počaply                     | |
| Cheminée de la centrale thermique de Ledvice (cs)                   | 200                  | 1969                  | Tchéquie           | Ledvice                           | |
| Cheminée de la centrale thermique de Počerady (cs)                  | 200                  |                       | Tchéquie           | Počerady                          | |
| Cheminée de l'usine chimique de Spolana (en)                        | 200                  |                       | Tchéquie           | Neratovice                        | |
| Stadtwerketurm (de)                                                 | 200                  | 1967                  | Allemagne          | Duisbourg                         | Cheminée métallique. |
| Cheminée de la centrale thermique de Mannheim (de)                  | 200                  | 198?                  | Allemagne          | Mannheim                          | |
| Cheminée de la centrale thermique BASF de Ludwigshafen (de)         | 200                  |                       | Allemagne          | Ludwigshafen                      | Démolie en novembre 2002. |
| Cheminée de la centrale thermique BAYER de Leverkusen               | 220                  | ?                     | Allemagne          | Leverkusen                        | Quelques sources donnent 220 m. |
| Cheminée de l'usine d'incinération d'Essen-Karnap (de)              | 200                  | 1987                  | Allemagne          | Essen-Karnap                      | |
| Cheminée de la centrale thermique de Westfalen (de)                 | 200                  | 1989                  | Allemagne          | Hamm-Schmehausen                  | |
| Cheminée de la centrale thermique de Frimmersdorf                   | 200                  | 1966                  | Allemagne          | Frimmersdorf                      | Unité P. |
| Cheminées de la centrale thermique d'Irsching (de)                  | 200                  | 1969/1974             | Allemagne          | Vohburg                           | |
| Cheminée de la centrale thermique de Breitungen                     | 200                  | 1986                  | Allemagne          | Breitungen                        | Démolie en 2005. |
| Cheminée de la centrale thermique de Schkopau                       | 200                  | 1995                  | Allemagne          | Schkopau                          | |
| Cheminée de la raffinerie PCK de Schwedt (de)                       | 200                  |                       | Allemagne          | Schwedt                           | Démolie en 2003. |
| Cheminées 1 et 2 de la centrale thermique de Hekinan (de)           | 200                  | 1990                  | Japon              | Hekinan                           | Unités 1-3. Cheminée métallique. |
| Cheminée de la centrale thermique de Sakaide (ja)                   | 200                  | 1971                  | Japon              | Sakaide                           | Unités 2-4. Cheminée métallique. |
| 2e cheminée de la fonderie de Saganoseki                            | 200                  | 1972                  | Japon              | Saganoseki (en)                   | |
| Cheminée de la centrale thermique d'Anan                            | 200                  |                       | Japon              | Anan                              | Cheminée métallique. |
| Cheminée de la centrale thermique d'Atsumi                          | 200                  |                       | Japon              | Atsumi                            | Cheminée métallique. |
| Cheminée de la centrale thermique de Chita Daini                    | 200                  |                       | Japon              | Chita                             | Cheminée métallique. |
| Cheminée 2 de la centrale thermique de Chita                        | 200                  |                       | Japon              | Chita                             | Unités 5 et 6. Cheminée métallique. |
| Cheminée de la centrale thermique de New Plymouth                   | 200                  | 1972                  | Nouvelle-Zélande   | New Plymouth                      | |
| Cheminée de la centrale thermique de Katowice (en)                  | 200                  |                       | Pologne            | Katowice                          | |
| Cheminée de la centrale thermique de Zabrze                         | 200                  |                       | Pologne            | Zabrze                            | |
| Cheminée de la centrale thermique de Kozienice                      | 200                  |                       | Pologne            | Kozienice                         | |
| Cheminée de la centrale thermique de Łagisza (en)                   | 200                  |                       | Pologne            | Łagisza (pl)                      | |
| Cheminée de la centrale thermique de Pątnów (en)                    | 200                  |                       | Pologne            | Pątnów                            | Démolie en 2008. |
| Cheminée de la centrale thermique de Poznań                         | 200                  |                       | Pologne            | Poznań                            | |
| 3 cheminées de la centrale thermique de Siekierki (en)              | 200                  |                       | Pologne            | Varsovie-Siekierki (pl)           | Cheminées n°2, 3 et 4. |
| Cheminée de la centrale thermique de Gdańsk (en)                    | 200                  |                       | Pologne            | Gdańsk                            | |
| Cheminée de la centrale thermique de Żerań (en)                     | 200                  |                       | Pologne            | Varsovie-Żerań                    | |
| 3 cheminées de la centrale thermique de Badalone-Sant Adrià         | 200                  | 1976                  | Espagne            | Sant Adrià de Besòs-Badalone      | |
| Cheminée de la centrale thermique de Fiddlers Ferry                 | 200                  | 1971                  | Royaume-Uni        | Widnes                            | |
| Cheminée de la centrale thermique d’Eggborough (en)                 | 200                  | 1966                  | Royaume-Uni        | Eggborough                        | Démolie le 24 juin 2022. |
| Cheminée de la centrale thermique de Strážske                       | 200                  |                       | Slovaquie          | Strážske                          | |
| Cheminée de la centrale thermique de Vojany                         | 200                  |                       | Slovaquie          | Vojany                            | Cheminée d'EVO 1. |
| Cheminée de la fonderie de cuivre de Krompachy Kovohuty             | 200                  |                       | Slovaquie          | Krompachy                         | |
| Cheminée de la centrale thermique de Vranov nad Topľou              | 200                  |                       | Slovaquie          | Vranov nad Topľou                 | |
| Cheminée de la centrale thermique de Prunéřov                       | 200                  | 1976                  | Tchéquie           | Kadaň                             | Unité 1. |
| Cheminée de la centrale thermique de Mělník III                     | 200                  |                       | Tchéquie           | Horní Počaply                     | |
| Cheminée de Manušice                                                | 200                  |                       | Tchéquie           | Česká Lípa                        | Détruite ? |
| Cheminée de Skalice u České Lípy                                    | 200                  |                       | Tchéquie           | Skalice u České Lípy              | Détruite ? |
| Cheminée de la centrale thermique Presidente Médici (pt)            | 200                  | 2010                  | Brésil             | Candiota                          | |
| Cheminée 2 de la centrale thermique de Kyushudenryoku Shinkokura    | 200                  | ?                     | Japon              | Kitakyushu                        | Cheminée métallique. |
| 2 cheminées de la centrale thermique de Kawagoe                     | 200                  | 1983                  | Japon              | Kawagoe                           | Cheminée métallique. |
| 2 cheminées de la centrale thermique de Yokkaichi                   | 200                  | 1983                  | Japon              | Yokkaichi                         | Cheminée métallique. |
| Cheminée de la raffinerie de Showa Yokkaichi                        | 200                  | ?                     | Japon              | Yokkaichi                         | Cheminée métallique. |

Étant donné que l'exhaustivité de cette liste n'est pas garantie, et que le nombre de cheminées identiques n'ayant pas été systématiquement déterminé pour chaque usine, quelques omissions sont tout à fait possibles. On peut cependant relever que, dans sa version du 7 août 2017, cette section montre que :
- sur environ 460 cheminées évoquées, au moins 373 sont des cheminées de centrales thermiques ;
- sur les 10 cheminées les plus hautes du monde, 3 sont associées à des usines de production de métaux non ferreux.